# تراموا والنسین
تراموا والنسین (فرانسوی: Tramway de Valenciennes‎) سیستم تراموا در شهر والنسین، فرانسه است.
این تراموا که در سال ۲۰۰۶ تأسیس شده دارای ۱ خط، ۲۸ ایستگاه و ۱۸.۳ کیلومتر طول می‌باشد.

## نگارخانه

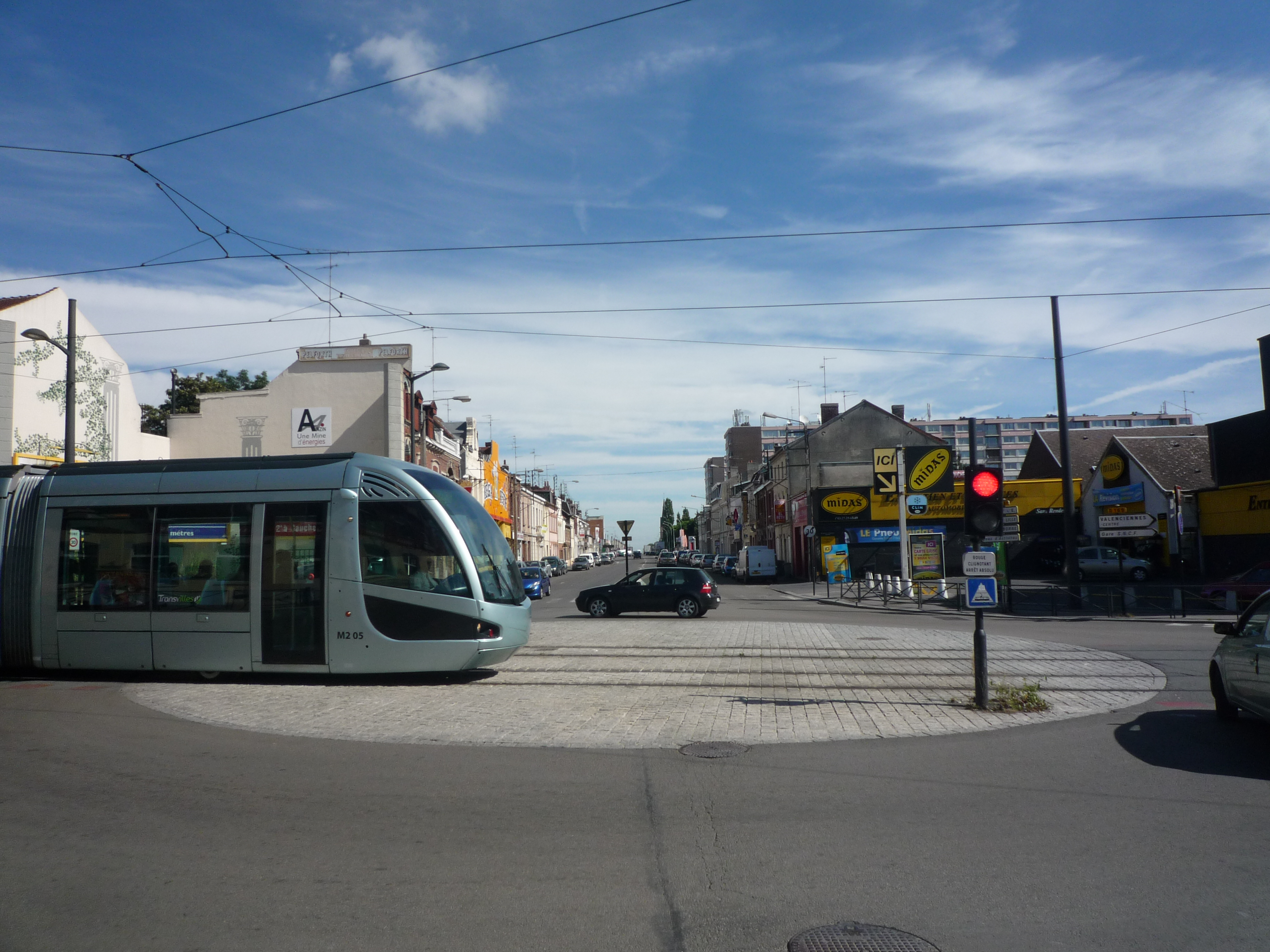
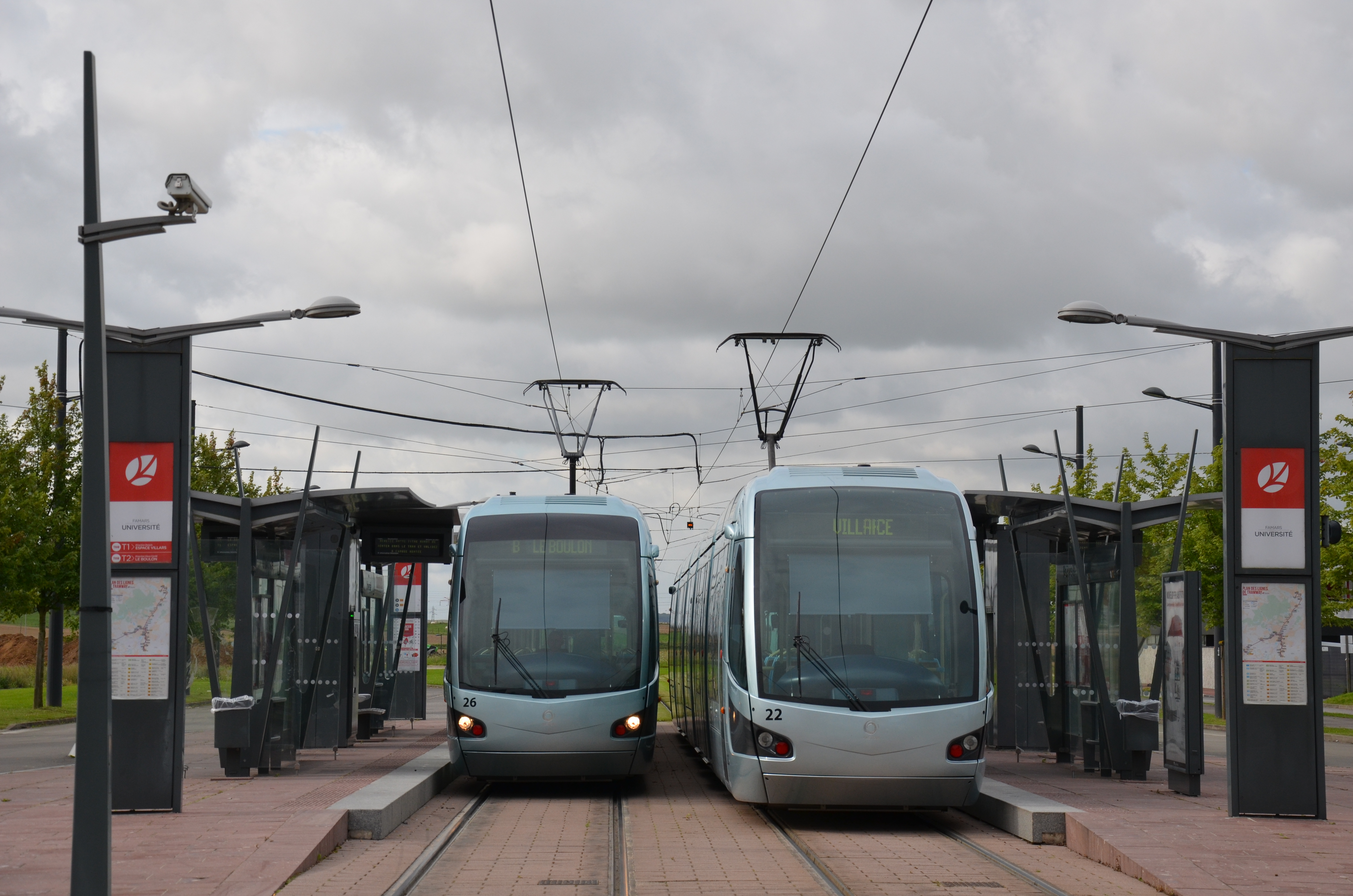
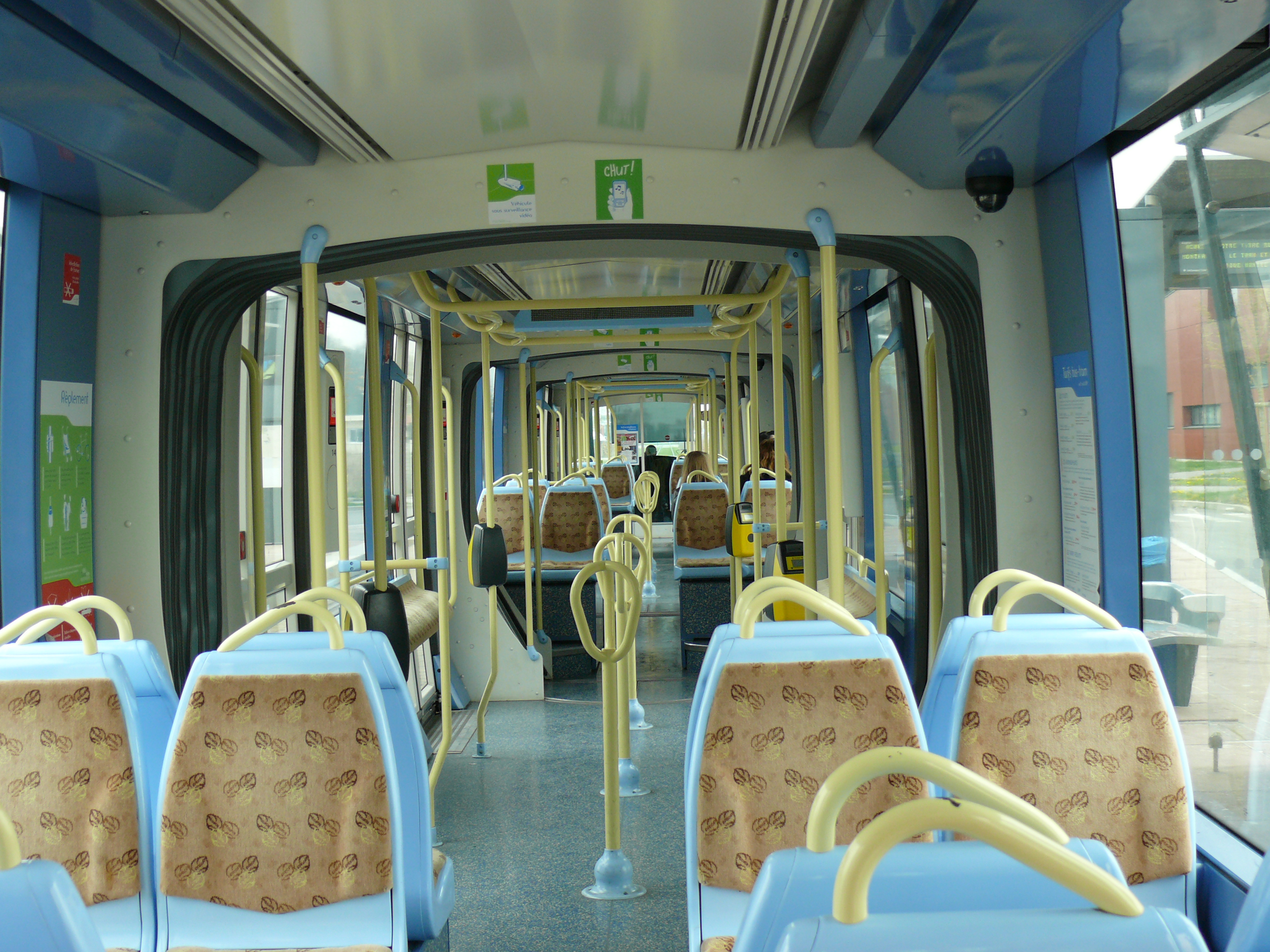
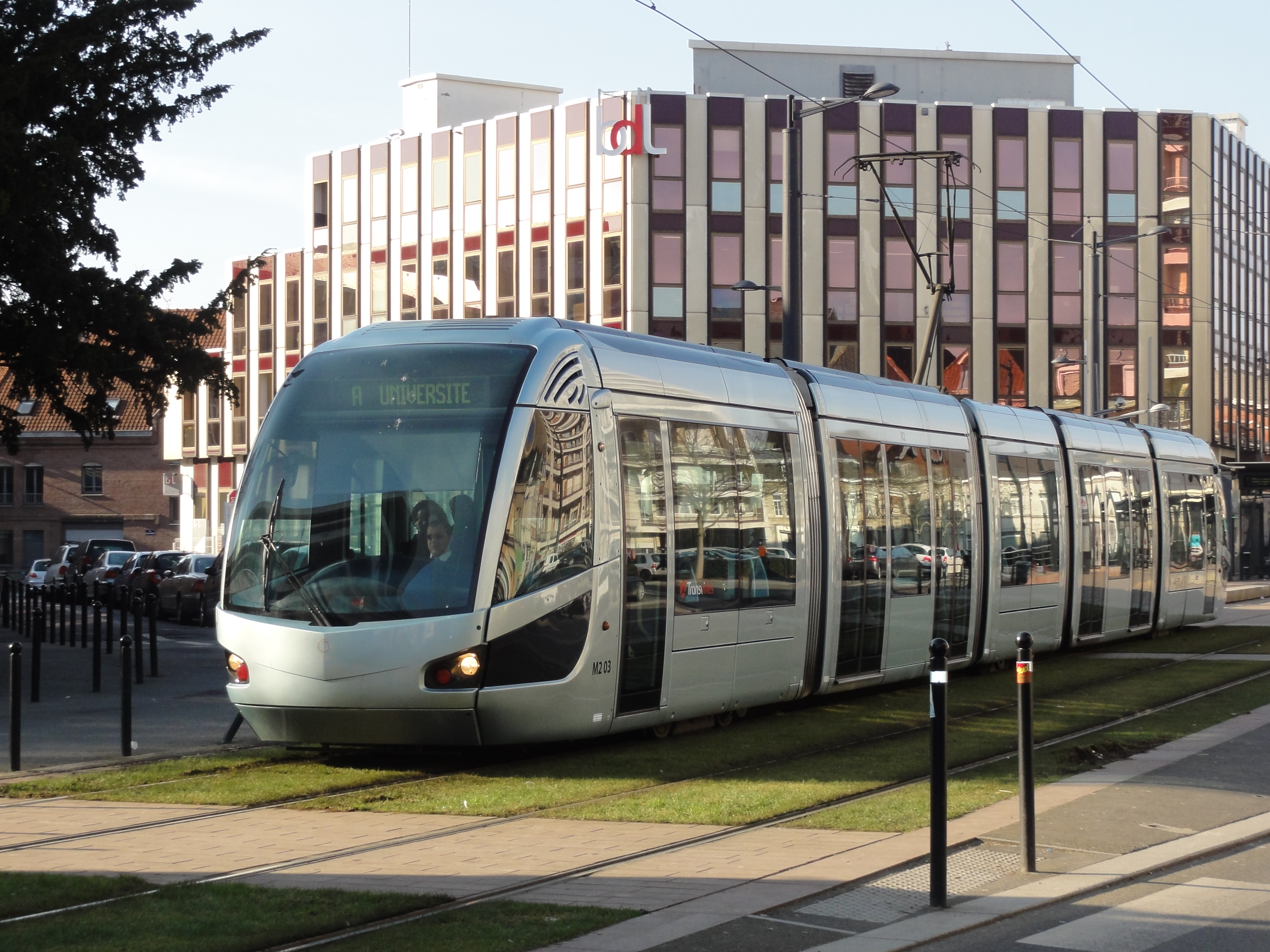